# Mermessus hebes
Mermessus hebes là một loài nhện trong họ Linyphiidae.
Loài này thuộc chi Mermessus. Mermessus hebes được Alfred Frank Millidge miêu tả năm 1991.